# امپراتور بینگ سونگ
امپراتور بینگ سونگ (۱۲۷۱-۱۹ مارس ۱۲۷۹ میلادی) آخرین امپراتور دودمان سونگ جنوبی بود.
وی در طی حکومت خویش درگیر نبرد با مغولان بود و سرانجام در نبرد یامِن در ۱۹ مارس ۱۲۷۹ میلادی کشته شد و با مرگش، عمر دودمان سونگ به سر آمد.